# Сметанники
 Сметанники  — деревня в Кирово-Чепецком районе Кировской области в составе Просницкого сельского поселения.

## География
Расположена на расстоянии примерно 1 км на восток от северной части станции Просница.

## История
Известна с 1678 года как займище Федки Мартемьянова с 3 дворами, в 1764 году 21 житель. В 1873 году (деревня Федора Мартемьянова) дворов 5 и жителей 41, в 1905 (деревня Федора Мартемьянова или Сметанники)  14 и 63, в 1926 (уже Сметанники) 14 и 87, в 1950 22 и 88, в 1989 оставалось 5 постоянных жителей .

## Население
Постоянное население составляло 7 человек (русские 100%) в 2002 году, 7 в 2010.